# Апано-Ключинский сельсовет
Апано-Ключинский сельсовет — сельское поселение в Абанском районе Красноярского края.
Административный центр — село Апано-Ключи.

## Население
| 2010 | 2012 | 2013 | 2014 | 2015 | 2016 | 2017 |
| ---- | ---- | ---- | ---- | ---- | ---- | ---- |
| 461  | ↘418 | ↘399 | ↘371 | ↘361 | ↘343 | ↘331 |
| 2018 | 2019 | 2020 | 2021 |      |      |      |
| ↘318 | ↘302 | ↘296 | ↘290 |      |      |      |

## Состав сельского поселения
| № | Населённый пункт | Тип населённого пункта       | Население |
| - | ---------------- | ---------------------------- | --------- |
| 1 | Апано-Ключи      | село, административный центр | ↘370      |
| 2 | Белая Таежка     | деревня                      | ↘6        |
| 3 | Городок          | посёлок                      | →0        |
| 4 | Каменка          | деревня                      | ↘79       |

### Упразднённые населённые пункты
- Сосновый — упразднённый в 2025 году посёлок[12].
- Тёплый Ключ — упразднённый в 2025 году посёлок[12].

## Местное самоуправление
Апано-Ключинский сельский Совет депутатов
Дата избрания: 14.03.2010. Срок полномочий: 5 лет. Количество депутатов: 8
Глава муниципального образования
- Васюкович Людмила Васильевна. Дата избрания: 14.03.2010. Срок полномочий: 5 лет